# Mónica del Pilar Roa López
Mónica del Pilar Roa (Bogotá, 1976) es una abogada y defensora de derechos sexuales y reproductivos de las mujeres. Reconocida por su trabajo para la despenalización del aborto en América Latina.

## Biografía
Nació en Bogotá en una familia de clase media, y se crio entre mujeres: su madre, su hermana menor, sus tías y sus cinco primas, fueron el núcleo de su vida familiar. Sus padres se separaron cuando ella tenía sólo diez años, y creció sintiéndose distinta.
Estudió en la Universidad de los Andes en Bogotá, Colombia y tiene un Máster en Leyes (LL.M.) sobre Derecho Global de Interés Público en la Universidad de Nueva York. Desde 2004, es Directora de Programas en Women's Link Worldwide.
Mónica Roa salió a la luz pública en 2005 cuando presentó ante la Corte Constitucional la demanda de inconstitucionalidad contra la penalización total del aborto, que consiguió el reconocimiento de este derecho para las mujeres y niñas de Colombia en tres casos.
El 10 de mayo de 2006, con cinco votos a favor y tres en contra, tras dos días de sesiones plenas de la Corte, se declaró inexequible el artículo 122 de la Ley 599 de 2000 en la sentencia C- 355 de 2006. La despenalización del aborto en Colombia se aprobó en tres casos: cuando la vida o la salud de la mujer está en riesgo (entendiendo salud como un estado de bienestar físico, mental y social), cuando el embarazo es el resultado de una violación o incesto, o cuando una malformación hace inviable la supervivencia de un feto una vez esté por fuera del útero. 
El caso se llevó como parte del proyecto Laicia (Litigio de Alto Impacto en Colombia: la Inconstitucionalidad del Aborto), que ella misma diseñó como resultado de un análisis global sobre la importancia de trabajar estratégicamente con los jueces en la implementación de los derechos sexuales y reproductivos. El litigio de alto impacto es una modalidad de litigio estratégico; es una clase de activismo que busca generar cambios por medio del impacto que un caso llevado ante el sistema de justicia tenga en la sociedad. Precisamente la sentencia de 2006 se convirtió en referente para la despenalización del aborto en la región.

Debido a su activismo ha recibido múltiples premios, pero también constantes amenazas que incluyen advertencias a través de teléfono, fax y sitios en las redes sociales, además del robo de materiales y computadores de trabajo, etc. El 7 de mayo de 2012 un desconocido atacó las oficinas de Women's Link.

## Obras
- Bodies on Trial: Sexual and Reproductive Rights in Latin American Courts (2002)
- Litigating Reproductive Rights at the Inter-American System for Human Rights (Harvard, 2003)
- Litigio de alto impacto en Colombia, la inconstitucionalidad del aborto" (Paidós, 2006),
- El derecho a decidir, avances, obstáculos y amenazas" (Razón Pública, 2009),
- La objeción de conciencia en el aborto: escudo, no espada (Razón Pública, 2010)
- Great Eggspectations: La tecnología reproductiva y los nuevos retos para la autonomía de las mujeres (U. Nacional de Colombia, 2010).